# ラトビアのビール

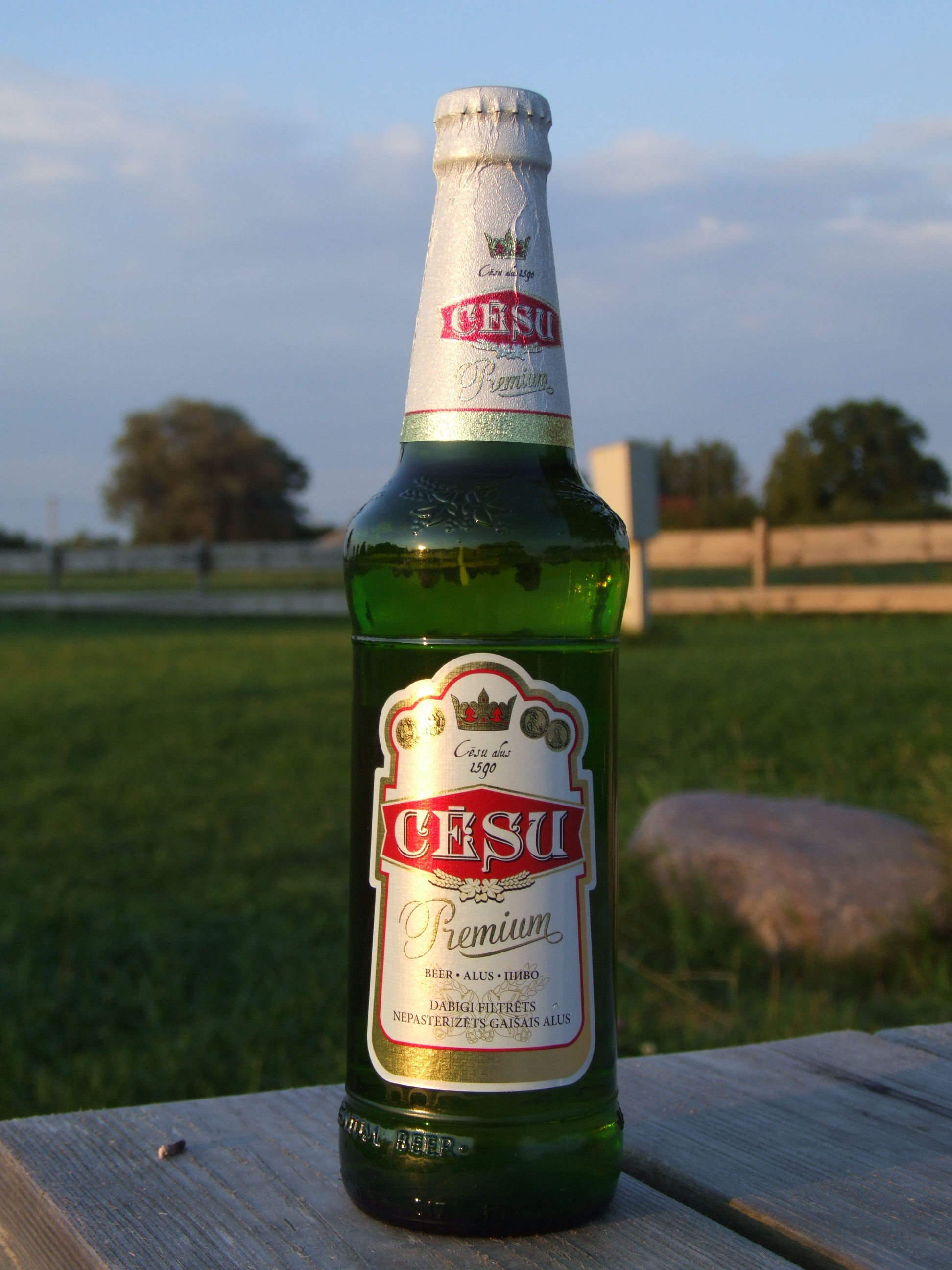
ラトビアの代表的なビールの一つ、セーズ（Cēsu）

本項ではラトビアにおけるビールについて記す。ラトビアではビールは重要な存在で、中世以来醸造が行われてきた。ビール生産の大部分はブロンドラガーである。

## 歴史
ラトビアの国民的飲料は、苦みのあるハーブリキュールのリガメルナイス・バルザムスが知られるが、ビールも広く飲まれている。ラトビア語でビールは「alus（アルス）」と呼ばれ、語源はイギリスの「ale（エール）」や、フィンランドの「olut（オルト）」、スウェーデンの「ol（オール）」に由来する。
12世紀以降、ラトビアはドイツ騎士団の支配下に置かれ、ビール醸造にも影響を与えた。自家醸造は許可されていたが、ハーブの使用はホップに置き換えられた。
19世紀には、産業革命によって大規模で近代的な醸造所がバルト海の港町リガを中心に造られ、小規模な醸造所は淘汰された。リガ初の工業用醸造所は1815年にできたキンメルで、19世紀後半には26の新しい醸造所が建設された。
かつては数百の醸造所があり、多くが帝政ロシアに輸出された。
第二次世界大戦後、ラトビアはソビエト連邦に併合され、自家醸造は禁止された。集団農場との協力により、ラーチュプレシャ（1949年）、テルヴェテス（1971年）、バウスカス（1981年）といった大規模な醸造所が設立されたが、生産されたのは安価で質の良くないビールであった。
1991年のラトビア独立後、これらのビール醸造所の多くは外国資本の導入により近代化を図り、生き残ることができた。三大ビール醸造所はいずれも外国のビール会社が所有しており、2012年時点では総生産量の87%を占めている。デンマークのユニブリューは2004年にラーチュプレシャ醸造所を、 2008年にはリーヴ・アルス醸造所を買収した。最大のビール醸造所であるアルダリス醸造所はカールスバーグ・グループに、チェース・アルス醸造所はフィンランドのビール醸造グループであるオルヴィに買収された。優遇税制に支えられ、小規模の醸造所も堅実な経営を行うことができている。

## 2011年の概況
- ビール生産量：152万9000hl（ヘクトリットル）
- 輸出量: 338,000 hl
- 輸入量: 435,000 hl
- ビール消費量：162万6000hl
- 一人当たりのビール消費量：74リットル
- 営業中の醸造所: 18[3]

## スタイル
- Sencu - ブロンドラガー、アルコール度数4%、プラトー度（wikidata）10°P
- Pilzenes pilsener - ブロンド（wikidata）、4,5%、11°P
- Gaišais - ブロンドラガー、5%、12°P
- Tumšais - デュンケルラガー、5,5%、14°P
- Stiprais Gaišais - ストロングブロンドラガー、7%、20°P
- Stiprais Tumšais - ストロングデュンケルラガー、7%、20°P
- Porter - Baltische porter van lage gisting、6-7%、18-20°P

このほか、ミーダルス（medauls）も特徴的である。ハチミツ味を意味し、リトアニアやベラルーシなどヨーロッパ中央部の伝統的なビールを応用している。ラトビアのビールを知るうえで、「ネフィトレタイス（Nefiltruotas、無濾過）」「トゥムシャイズ（Tumšais、濃い）」「ガウシャイス（gaušais、淡い）」も重要である。

## 醸造所
三大醸造所
- アルダリス醸造所（オランダ語版） - 首都のリガにあり、カールスバーグ系列のバルティック・ビバレッジズ・ホールディングス（英語版）が所有。
- セーズ（Cēsu Alus） - ツェーシスにあり、フィンランドのオルヴィ（英語版）が所有。
- ラクプレシャーリヴ（Lāčplēs-Live / Līvu Alus） - リエパーヤにあり、デンマークのロイヤル・ユニブリュー（英語版）が所有。

6つの小規模醸造所が総生産量の約10%を製造し、残りの3%は9つのマイクロブルワリーで醸造される。
クラースラヴァ醸造所（Krāslava）、マドナス醸造所（Madonas）は民俗的なスタイルのビールを醸造する。アブラ醸造所（abula）のブレングルは甘みの強い銘柄が主体である。ラウナのマルドゥガンズ醸造所は創造性と一貫性を備えた新興醸造所である。

## 銘柄
- Aldaris
- Cēsu
- Līvu
- Lāčplēšis